# Ann Haydon-Jones
Ann Shirley Jones (născută Adrianne Haydon la 17 octombrie 1938, cunoscută și sub numele de Ann Haydon-Jones) este o fostă campioană engleză la tenis de masă și tenis pe gazon. Ea a câștigat opt campionate de Grand Slam în timpul carierei sale: trei la simplu, trei la dublu feminin și două la dublu mixt. Din 2017, ea este vicepreședinte al All England Lawn Tennis and Croquet Club.